# Гвин, Дилан
Дилан Гвин (англ. Dilan Gwyn; род. 4 июня 1987, Стокгольм) — шведская актриса. Наиболее известна по роли Уиллы Фрост в телесериале «По ту сторону».

## Биография
Дилан Гвин родилась и выросла в Стокгольме, Швеция. Её отец, Орхан Котан, был курдским писателем и правозащитником, который умер, когда ей было 11 лет. После окончания средней школы, Гвин изучала французский в университете Сорбонны в Париже и кинематографию в Стокгольмском университете, жила и работала в Лондоне. В 2008 году она была принята в Американскую академию для прохождения двухлетней программы обучения драматическому искусству. Она училась один год в кампусе Лос-Анджелеса (где она училась у Харви Солина, Джейми Николса, Перри Харта, Санди Масси, Джудит Буханнон, Бренды Бек, Карен Хенсель) и один год на территории кампуса Нью-Йорк (где она училась у Джеки Бартона, Тодда Питерса, Ларри К. Коллинза, Лиз Ортис, Сьюзен Пилары, Дэна Рэнкина).
Гвин живёт в Западном Стокгольме со своим мужем Эмилем и дочерью, родившейся в декабре 2021 года в Каролинской больнице.  Она также жила в Лондоне, Амстердаме и Стамбуле.

## Фильмография
| Год       |     | Русское название            | Оригинальное название | Роль        |
| --------- | --- | --------------------------- | --------------------- | ----------- |
| 2007      | кор |                             | Workshopen            |             |
| 2008      | кор | Снежный ангел               | Snöänglar             | Друг        |
| 2011      | кор | Доставка                    | The Delivery          | Юная Рут    |
| 2011      | кор | Черный кофе                 | Black Coffee          | Ванесса     |
| 2012      | ф   |                             | Shoo bre              | Зейнеп      |
| 2012      | ф   | Пластиковый фильм           | Plastic Films         | Эрика       |
| 2014—2014 | с   | Демоны Да Винчи             | Da Vinci's Demons     | Яна         |
| 2014      | ф   | Дракула                     | Dracula Untold        | Гувернантка |
| 2015      | кор |                             | K7                    | Мэриан      |
| 2015      | ф   | Там, где Атилла проходит... | Là où Atilla passe... | Ася         |
| 2017—2018 | с   | По ту сторону               | Beyond                | Уилла Фрост |
| 2018      | ф   | Еретики                     | Heretiks              | Элис Лэнгли |
| 2018      | ф   | Красный змей                | Red Snake             | Зара        |
| 2020      | ф   | Заклятье: Другая сторона    | Andra sidan           | Шерин       |